# カービン銃ギャング事件
カービン銃ギャング事件（カービンじゅうギャングじけん）とは、1954年(昭和29年)6月に発生した事件。カービン銃事件とも呼ばれ、アプレゲール犯罪の一つとされる。

## 概要

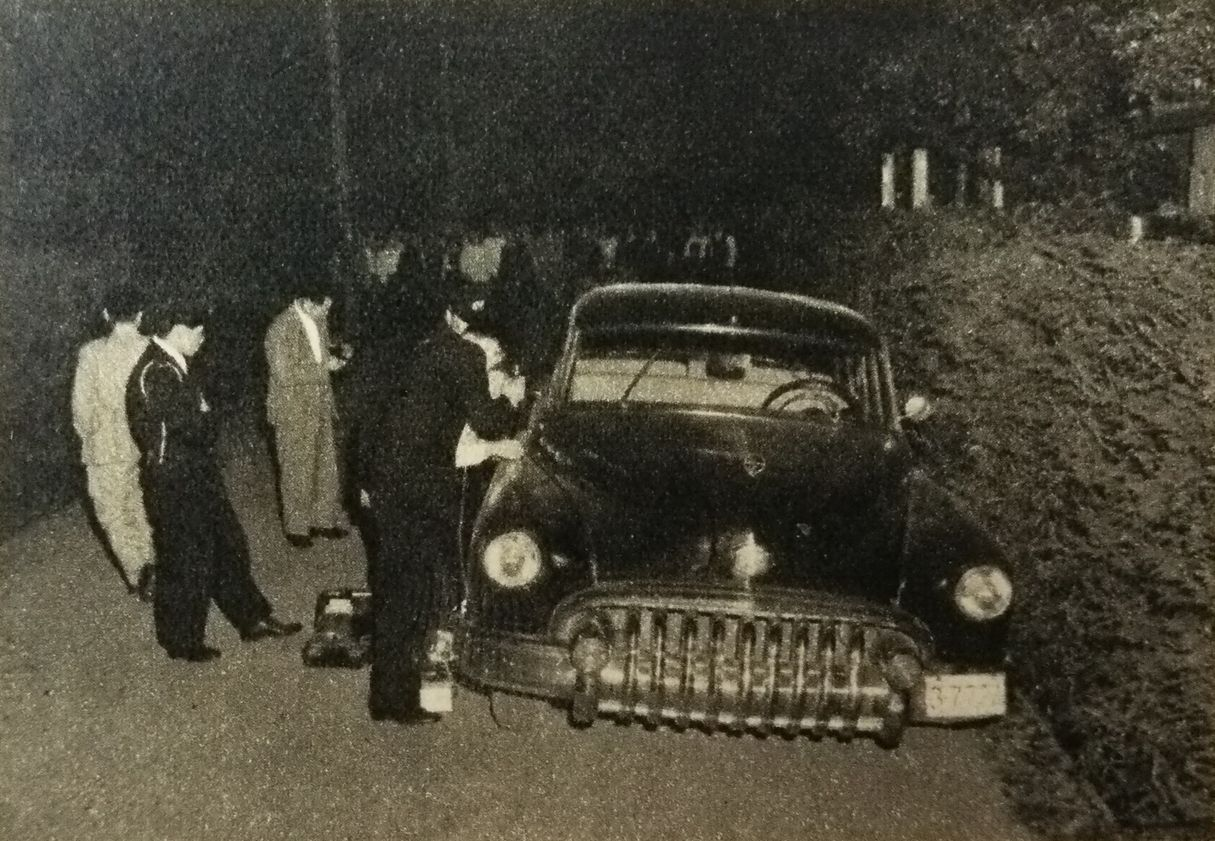
被害者らの拉致に使用された車

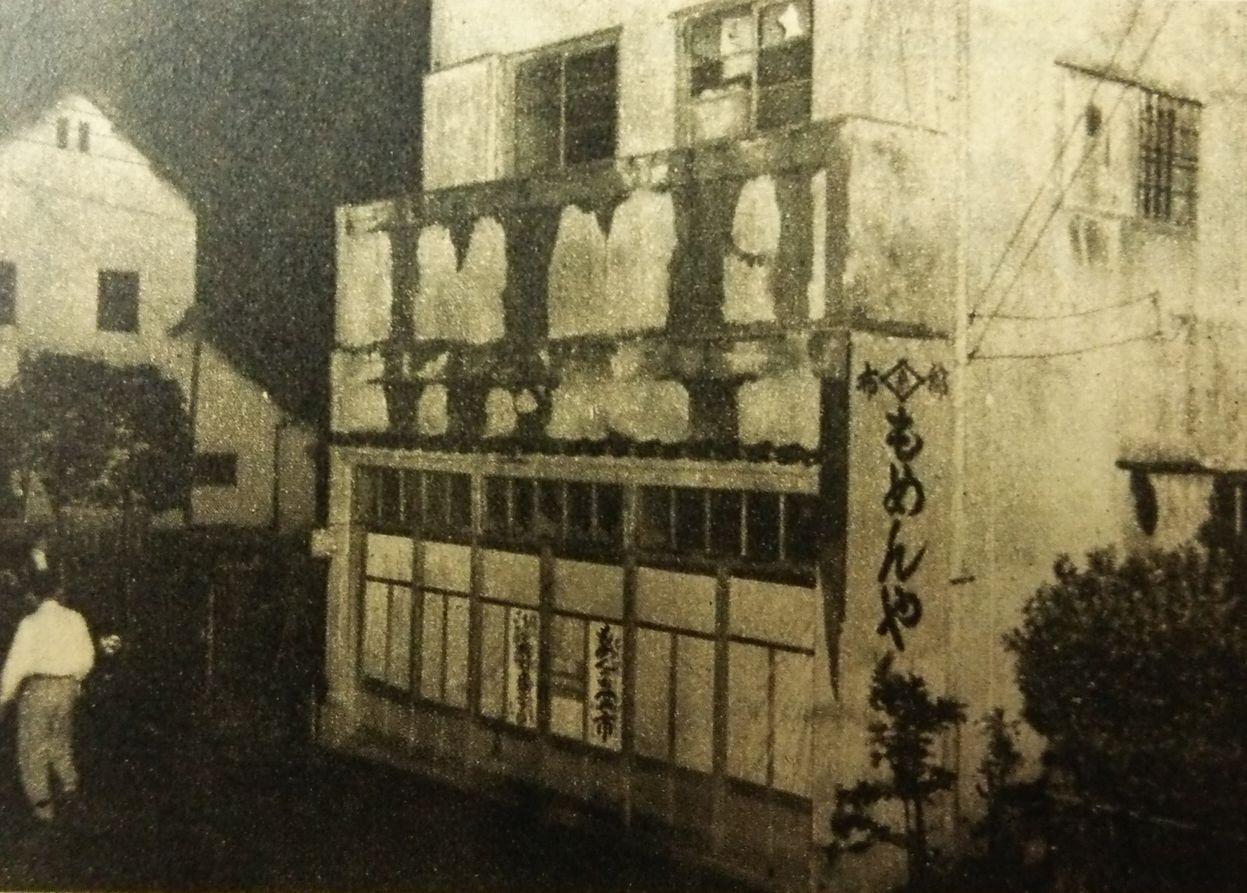
犯人らの潜伏先（2階左側が犯人らの部屋）

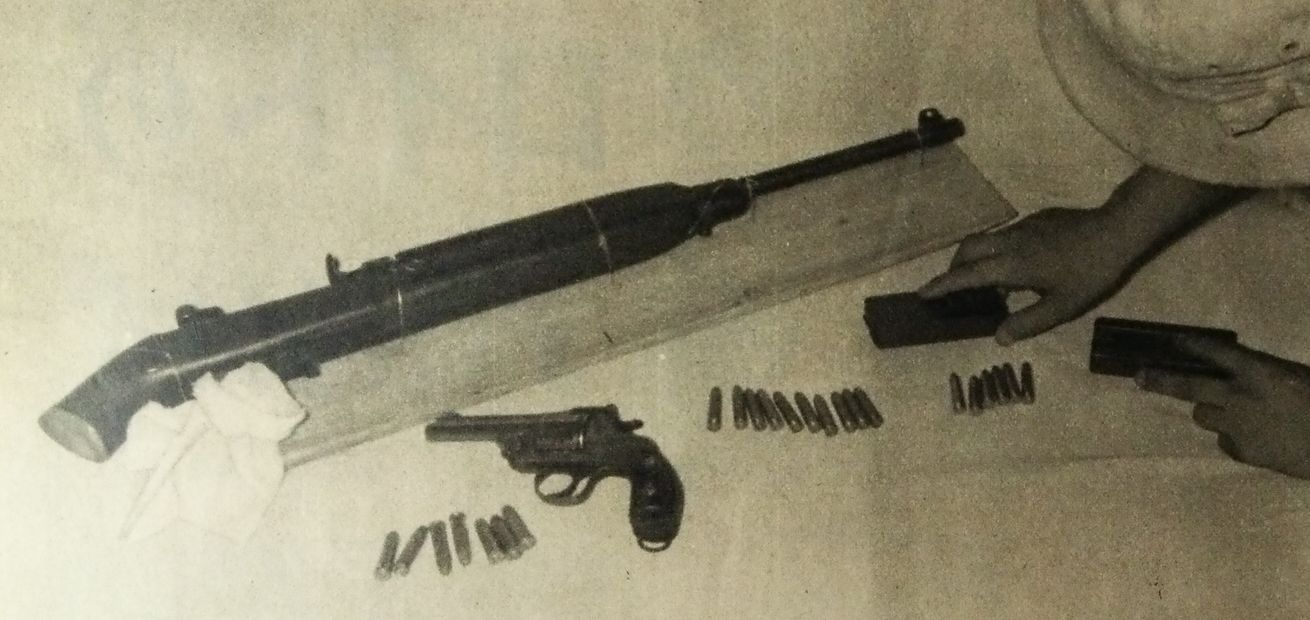
犯行に使用されたカービン銃など。カービン銃は小型化のために銃床が切り落とされている。

1954年6月13日、複数の強盗犯が保安庁技術研究所の会計係長夫妻をカービン銃で脅して夫妻を新宿区四谷の主犯の兄宅に監禁。6月14日、7枚の小切手1750万円相当をつくらせ、横浜興銀川崎支店で95万円余を現金化。6月16日、監禁場所を西荻窪に移し、残額の現金化のため連れ出された係長が有楽町の日通営業所で友人と談合中、隙を見て有楽町交番に保護を求め事件が発覚。警視庁は係長夫妻への事情聴取で、体格や手口が似ていることから強盗の前科がある保安庁元隊員K・O（後述する本人による著書の名義によるもの、以下苗字であるO）を全国に指名手配した。
6月22日、主犯Oと共犯だったAが富山市で逮捕された。7月5日、Oと共犯だったBが台東区浅草山谷の旅館で逮捕された。逮捕直前までBと一緒だったCは逃亡していたが、その後丸の内署に自首した。Oは元東映女優・準ミス銀座である愛人とともに逃亡していたが、7月21日に潜伏先でOの故郷に程近い大分県大分郡湯平村貸間業住吉屋で発見され、大分署員に逮捕された。犯行に使用されたカービン銃は延岡駅で鉄道荷物の布団包みから発見された。
Oは熱海市の元会社社長の男性を殺害した殺人罪も加わって、起訴された。1958年6月7日、東京地裁で死刑判決。Oは控訴し、東京高裁では無期懲役。
さらに上告したが取り下げ、服罪した。Oは25年間の服役を経て、1978年(昭和53年)に仮釈放された。
後にOは著書を出版している。著者名は出版の際に用いた名義である。
- 元死刑囚K・O『さらばわが友―実録・大物死刑囚たち』1980年。 - 服役中に会った死刑囚について記載。本書は映画化されている。
- 実名『絞首への道』1983年。 - 2巻構成の自伝。

## 映画
- 『恐怖のカービン銃』（新東宝配給、1954年8月3日公開、監督：田口哲）/K・O - 天知茂
- 『さらば、わが友 実録大物死刑囚たち』（東映製作、1980年11月15日公開、監督：中島貞夫）/K・O - 磯部勉